# Bekzat Sattarchanow
Bekzat Sattarchanow (kaz. Бекзат Саттарханов; ur. 4 kwietnia 1980 w Turkiestanie, zm. 31 grudnia 2000 w Szymkencie) – kazachski bokser kategorii piórkowej. 

## Życiorys
W 2000 roku podczas igrzysk olimpijskich w Sydney zdobył złoty medal. Zginął 31 grudnia 2000 roku w wypadku samochodowym.